# Lepturges cinereolus
Lepturges cinereolus är en skalbaggsart som beskrevs av Monné 1976. Lepturges cinereolus ingår i släktet Lepturges och familjen långhorningar. Inga underarter finns listade i Catalogue of Life.